# Leto (Mythologie)

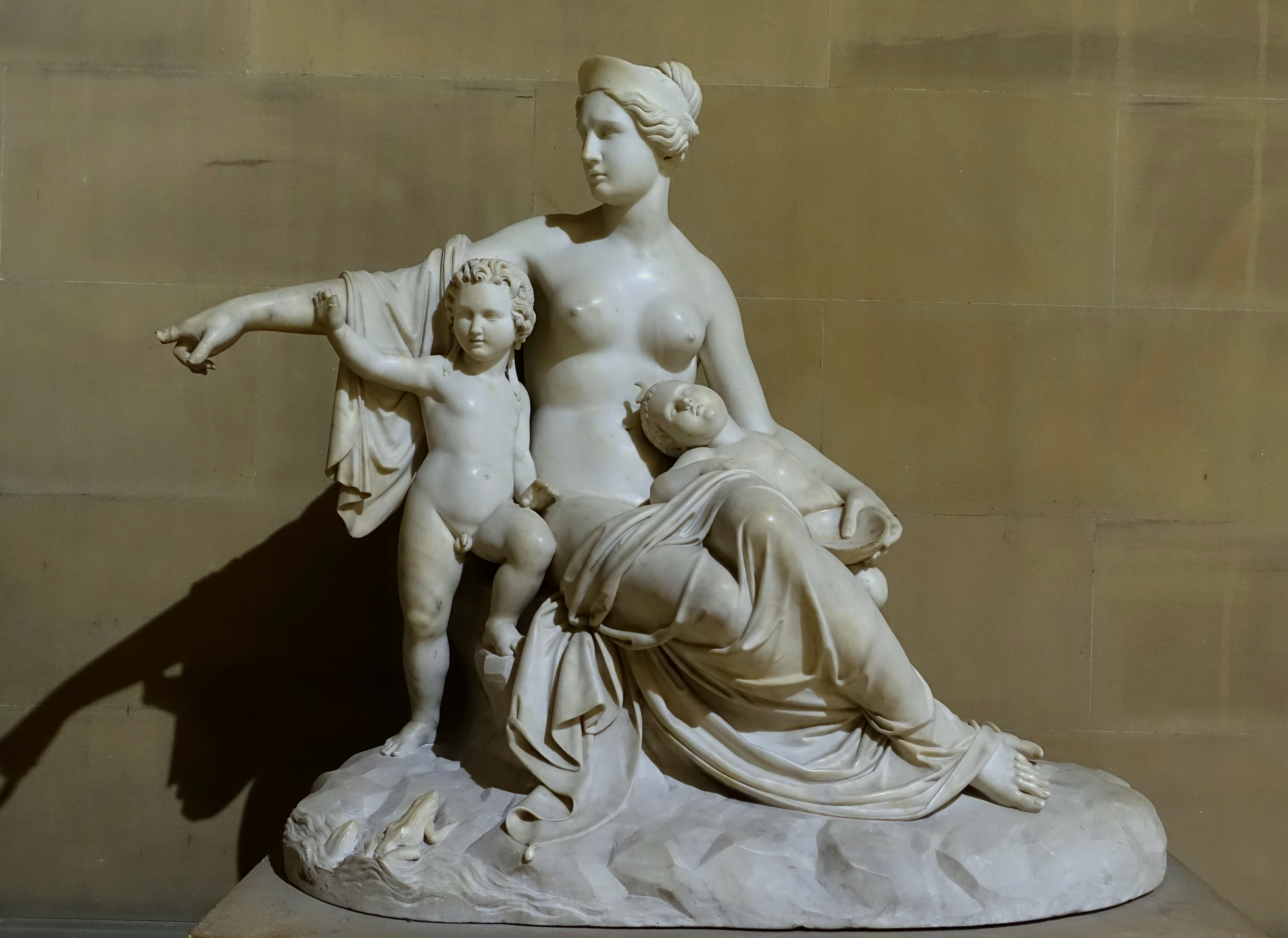
Leto mit ihren Zwillingen Apoll und Artemis, Skulptur von Francesco Pozzi

Leto (altgriechisch Λητώ Lētṓ) ist eine Gestalt der griechischen Mythologie, die Tochter der Titanen Koios und Phoibe. Leto  wird eine Geliebte des Zeus. Dieser zeugte mit ihr die Zwillinge Artemis und Apollon. Mit der Interpretatio Romana wurde Leto als Latona in die römische Mythologie miteingebunden. 
Die eifersüchtige Hera versuchte, ihre Niederkunft zu verhindern, denn Gaia, Heras Großmutter, hatte ihr vorhergesagt, dass die Kinder, die Zeus mit Leto haben sollte, größer und mächtiger werden würden als ihre eigenen. Also entsandte sie den Drachen Python, der Leto verschlingen sollte. Doch Zeus verhinderte das. Daraufhin band Hera die Erde durch einen Eid, der schwangeren Leto keine Stätte zum Gebären zu gestatten, welche je von der Sonne beschienen wurde. Daraufhin ließ Poseidon die schwimmende Insel Delos aus dem Wasser auftauchen, wohin Hermes Leto auf Befehl von Zeus brachte.

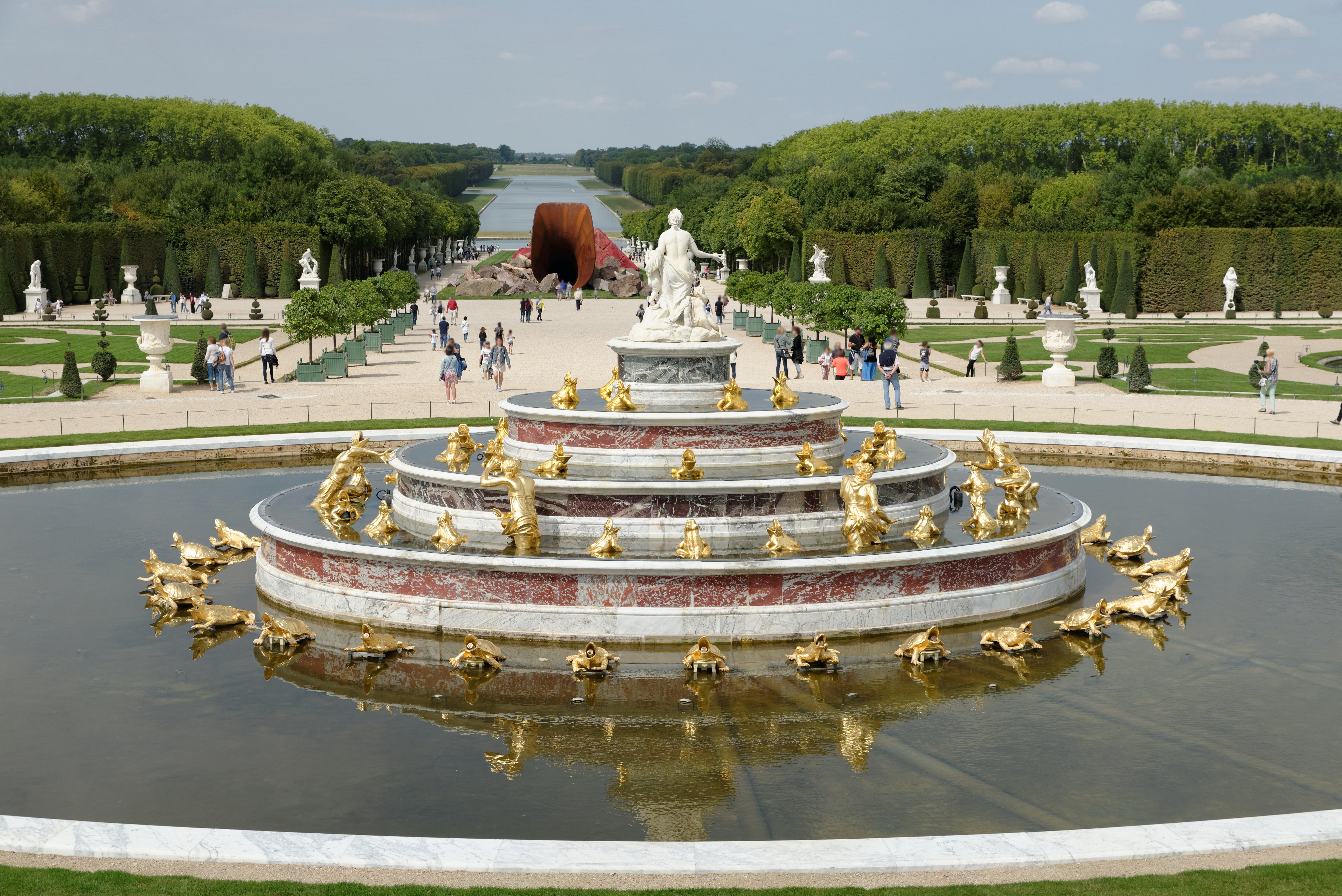
Der Latonabrunnen im Park des Schlosses Versailles stellt die Verwandlung der Bauern in Frösche dar

Als Nächstes setzte Hera ihre Tochter Eileithyia, die Göttin der Geburt, so unter Druck, dass diese Leto, die schon fast zu bersten drohte, nicht beizustehen wagte. Die anderen Götter standen aber auf Letos Seite und kauften dem Himmel (Uranos) den Mond ab, dann übergaben sie ihn Hephaistos, damit er ihnen daraus das schönste Halsband schmiede. Mit diesem bestachen sie sodann Eileithyia, und so konnte Leto ihre Zwillinge endlich entbinden. Unter einer Palme gebar sie zuerst Artemis und dann mit deren Hilfe Apollon. Währenddessen lärmten rings um sie die Kureten mit ihren Waffen, so dass Hera Letos Schreie während der Wehen nicht hören konnte.
Auf der Flucht von Delos, wo Hera sie dann doch entdeckt hatte, verboten einige Bauern (bzw. Hirten) in Lykien Leto, aus einem See zu trinken. Zur Strafe wurden sie von Leto in Frösche verwandelt.
Später suchten Apollon und Artemis all jene Länder auf, die ihrer Mutter Leto Schutz verweigert hatten, und saßen über die Einwohner zu Gericht.
Dass Niobe sich gegenüber Leto brüstete, sie habe siebenmal so viele Söhne und Töchter, führte zum schrecklichen Ende der Niobiden, die von Apollon und Artemis erschossen wurden.
Als der Riese Tityos Leto vergewaltigen wollte, wurde er entweder von Zeus oder Artemis oder Apollon oder Artemis und Apollon getötet.